# Dr. Know
A Dr. Know nevű punk együttes 1981-ben alakult meg a kaliforniai Oxnardban. Nevük szójáték az ismert James Bond film, a Dr. No címével.
1991-ben feloszlottak, 1998-tól 2010-ig újból aktívak voltak, majd 2012-től ismét összeálltak. Lemezeiket jelenleg az Unrest Records jelenteti meg, korábban a Mystic Records illetve a Death Records kiadók feleltek az albumok kiadásáért. A Mr. Freeze című dalukat a Slayer is feldolgozta az Undisputed Attitude albumukon. Crossover thrash és punk rock műfajokban játszanak, továbbá a „nardcore” alműfaj úttörőinek számítanak.
A zenekar felállása hullámzó volt, jelenleg négy tagja van.

## Tagok
- Kyle Toucher – gitár, éneklés
- Mike Purdy – basszusgitár
- Tim Harkins – gitár
- Stevo Morrison – dobok